# Эбенау
Эбенау (нем. Ebenau) — коммуна (нем. Gemeinde) в Австрии, в федеральной земле Зальцбург. 
Входит в состав округа Зальцбург.  Население составляет 1343 человека (на 31 декабря 2005 года). Занимает площадь 17,15 км². Официальный код  —  50 307.

## Политическая ситуация
Бургомистр коммуны — Йоханнес Швайгхофер (АНП) по результатам выборов 2004 года.
Совет представителей коммуны (нем. Gemeinderat) состоит из 13 мест.
- АНП занимает 8 мест.
- СДПА занимает 4 места.
- АПС занимает 1 место.